# Hakkō ichiu
Hakkō ichiu (八紘一宇, "oito cordões de coroa, um teto", ou seja, "todo o mundo sob o mesmo teto") ou hakkō iu (Shinjitai :八紘為宇,八紘爲宇) foi um slogan político japonês que significa o direito divino do Império do Japão para "unificar os oito cantos do mundo". Este slogan formou a base da ideologia do Império Japonês. Foi proeminente desde a Segunda Guerra Sino-Japonesa até a Segunda Guerra Mundial, popularizada em um discurso do primeiro-ministro Fumimaro Konoe em 8 de janeiro de 1940.